# Iberocypris palaciosi
Il bogardilla  (Iberocypris palaciosi Doadrio, 1980) è un pesce d'acqua dolce della famiglia Cyprinidae.

## Distribuzione e habitat
È endemico di una piccola parte del bacino del fiume Guadalquivir nei pressi di Andújar, in Andalusia (Spagna).
Vive nel medio corso dei fiumi, in zone con scarsa corrente e ricca vegetazione acquatica.

## Descrizione
È molto simile al calandino da cui si distingue per alcuni piccoli caratteri come la bocca che non è rivolta verso l'alto. Una striscia scura decorre lungo tutto il fianco.
Misura fino a 20 cm di lunghezza.

## Biologia
Ignota.

## Conservazione
Si tratta di una specie fortemente minacciata di estinzione a causa dell'inquinamento idrico, delle modificazioni dei corsi d'acqua in cui vive e dall'introduzione di specie aliene.